# Auguste Daumain
Auguste Daumain est un coureur cycliste français des années 1900 né le 31 juillet 1877 à Selles-sur-Cher, et mort le 7 décembre 1938 à Santiago au Chili.

## Palmarès
- 1900
  -  Médaillé de bronze en 25 km aux Jeux olympiques de Paris

## Résultats sur le Tour de France
2 participations :
- 1903 : abandon à la 1re étape
- 1904 : 6e au Classement Général